# Mieke Jaapies
Mieke Jaapies (n. 7 august 1943, Wormerveer⁠(d), Wormerveer⁠(d), Olanda de Nord, Țările de Jos) este o caiacistă ce a reprezentat Regatul Țărilor de Jos, medaliată olimpică. A participat la 2 ediții ale Jocurilor Olimpice (1968, 1972) în care a câștigat o medalie de argint.